# Stenolpium asperum
Stenolpium asperum är en spindeldjursart som beskrevs av Beier 1954. Stenolpium asperum ingår i släktet Stenolpium och familjen Olpiidae.

## Underarter
Arten delas in i följande underarter:
- S. a. asperum
- S. a. nitrophilum